# Trois Gouttes de poison
Pour plus de détails, voir Fiche technique et Distribution.
Trois Gouttes de poison (Sweater Girl) est un film américain en noir et blanc réalisé par William Clemens, sorti en 1942.
Il s'agit du remake de 1935 Qui ? (College Scandal).

## Synopsis
Sur le campus universitaire, des étudiants répètent un spectacle musical prévu pour le printemps. Le reporter de la fac, auteur du spectacle, est retrouvé empoisonné après avoir promis de révéler des ragots juteux à la radio du campus. Un deuxième étudiant du spectacle est bientôt retrouvé étranglé. Le Lieutenant-détective McGill ne parvenant pas à réunir des preuves, Jack et sa partenaire de danse Susan décident de mener leur propre enquête… 

## Fiche technique
- Titre : Trois Gouttes de poison
- Titre original : Sweater Girl
- Réalisation : William Clemens
- Scénario : Robert Blees, Beulah Marie Dix
- Producteur : Sol C. Siegel, Joseph Sistrom
- Société de production et de distribution : Paramount Pictures
- Musique : Victor Young
- Photographie : John J. Mescall
- Montage : Alma Macrorie
- Pays d'origine : États-Unis
- Langue : anglais
- Format : noir et blanc – 35 mm – 1.37:1 – son mono (Western Electric Mirrophonic Recording)
- Genre : comédie policière, comédie musicale
- Durée : 77 min
- Dates de sortie : 
  -  États-Unis : 13 juillet 1942
  -  France : 20 août 1946

## Distribution
- Eddie Bracken : Jack Mitchell
- Betty Jane Rhodes : Louise Menard
- June Preisser : Susan Lawrence
- Frieda Inescort : Mme Menard
- Charles D. Brown : Lieutenant McGill
- Kenneth Howell : Miles Tucker
- Johnnie Johnston : Johnny Arnold
- Nils Asther : professeur Menard
- Phillip Terry : professeur Martin Lawrence